# UPX
UPX (the Ultimate Packer for eXecutables) — упаковщик исполняемых файлов, поддерживающий несколько различных платформ и форматов файлов. Это свободное и открытое программное обеспечение, распространяемое по лицензии GNU GPL.

## Описание
Сжатый исполняемый файл состоит из модуля распаковки/инициализации и блока данных, содержащего в себе исходный файл в сжатом виде. При запуске модуль распаковки выделяет память и распаковывает туда содержимое блока данных. Для некоторых платформ распаковка в память невозможна, в этом случае используется распаковка во временный файл.

## Преимущества и недостатки
Упаковка исполняемого файла позволяет уменьшить занимаемое программным обеспечением место (что может быть критично в случае передачи через сети или выпуске ПО на носителе ограниченной ёмкости).
Использование сегментов в памяти (в операционных системах Windows) не позволяет операционной системе высвобождать сегменты исполняемого кода без выгрузки содержимого в файл подкачки (что фактически увеличивает требования программы к оперативной памяти). Некоторые программы неспособны работать в сжатом виде, так как используют малодокументированные (или недокументированные) возможности операционной системы по работе с исполняемыми файлами. В случае распаковки во временный файл (UNIX-подобные системы) программа теряет возможность использовать argv[0], статус suid-бита игнорируется.
Самое весомое и неоспоримое преимущество — ускорение считывания и запуск сжатых файлов с носителей информации, а также высвобождение дополнительного свободного пространства на внешних накопителях. На сегодняшний день все внешние накопители информации по-прежнему остаются самыми медленными узлами современных вычислительных систем, «тормозящими» быстродействие системы в целом, как и на заре вычислительных технологий.
Поэтому нельзя не оценить эффект, возникающий при системном применении упаковщиков исполняемых файлов, таких как UPX. Вычислительная система затрачивает значительно меньше времени на считывание и распаковку сжатого файла в оперативной памяти, нежели на простое считывание этого же неупакованного файла (при считывании с внешнего накопителя время, затрачиваемое на операцию, исчисляется миллисекундами, а время на обработку данных в оперативной памяти — микро- и наносекундами).

## Используемые алгоритмы
UPX использует алгоритм сжатия без потерь, называющийся UCL (свободная реализация алгоритма NRV (англ. Not Really Vanished)).
UCL-декомпрессор достаточно прост, чтобы быть реализованным в нескольких сотнях байт, и при работе не требует выделения дополнительной памяти.
Следующая значительная версия UPX (3.0) также использует алгоритм LZMA на 32-битных платформах.

## Поддерживаемые форматы
- ARM/PE
- Atari/tos
- *BSD/i386
- djgpp2/COFF
- dos/com
- dos/exe
- dos/sys
- Linux/i386 a.out
- Linux/ELF on i386, x86-64, ARM, PowerPC
- Linux/kernel on i386, x86-64 and ARM
- Mach-O/ppc32, Mach-O/i386, Mach-O/x64 (включая скомпилированные Google Go с версии 3.09)
- rtm32/PE
- tmt/adam
- PlayStation1/exe
- watcom/le
- Win32/PE (исключая файлы, построенные на .NET Framework)
- Win64/PE (экспериментально)

## Графические интерфейсы
Для Windows
- PeaZip

## Практическое использование
В ранних версиях WinRAR SFX-модули были упакованы UPX.